# Vlag van Midden-Finland

Vlag van Midden-Finland

De vlag van Midden-Finland bestaat uit een zilveren veld, een zwarte auerhaan, met rode snavel en poten. De vlag is gebaseerd op het wapen, ontworpen door heraldist Ahto Numminen.
De kleuren van de vlag zijn zwart, zilver en rood, zijn afkomstig van de kleuren van de afdeling Midden-Finland van de Universiteit van Helsinki in 1932, en worden ook gebruikt in het traditionele wapen van Midden-Finland. De auerhaan werd in 1985 gekozen tot provincievogel van Midden-Finland.